# منياج
منياج (بالإيطالية: Maniace مانياتشي)‏ هي بلدة تقع في مقاطعة قطانية في صقلية في إيطاليا وبلغ عدد سكانها 3606 نسمة حسب إحصائيات عام 2004م.

## السكان
في سنة 1861 بلغ عدد السكان 1٬333 نسمة، وتطور العدد ليصل في سنة 2011 لـ 3٬671 نسمة.
يظهر هذا المخطط البياني تطور النمو السكاني لـ مانياتشي